# Grävingagylet (Ringamåla socken, Blekinge, 624609-144125)
Grävingagylet är en sjö i Karlshamns kommun i Blekinge och ingår i Mieåns huvudavrinningsområde.